# Droit de vote des femmes au Sénégal
Le droit de vote des femmes sénégalaises a été accordé le 6 juin 1945 aux citoyennes des Quatre communes,.

## Histoire
Le droit de vote des femmes en France a été accordé en 1944 alors que le Sénégal était encore sous occupation française. Les résidentes des Quatre communes étaient des citoyennes françaises mais elles étaient exclues du suffrage aux élections législatives de 1945. Seules les Françaises de souche avaient le droit de vote, les colonisateurs prétextaient que les femmes sénégalaises étaient illettrés,.
Ndaté Yalla Fall et Soukeyna Konaré, de partis politiques différents, s'allient et militent pour le droit de vote des femmes sénégalaises. Des femmes comme Anta Gaye, Magatte Camara, Touty Samb ne sont pas en reste. D'ailleurs, Anta Gaye eu l'idée de faire barrer la route aux Européennes si le droit de vote n'était pas octroyé aux Sénégalaises.
Les hommes politiques comme Lamine Gueye, conscients du poids de l'électorat féminin, vont soutenir cette revendication du droit de vote,.
Des manifestations, des meetings et des regroupements sont organisés entre mars et avril 1945 à Dakar et à Saint-Louis pour l'extension du droit de vote aux femmes,. Ils font suite au décret du 19 février 1945 promulgué le 1er mars 1945. 
Lamine Gueye, homme politique, et Charles Cros, chef du service de l'enseignement au Sénégal, se rendent en France et mettent la pression sur le ministre français des Colonies. Craignant une tournure violente des manifestations, le ministre accepte d'étendre le droit de vote aux femmes sénégalaises. Le 6 juin 1945, un nouveau décret octroyant le droit de vote femmes aux femmes des Quatre Communes est promulgué en AOF,.